# 남포급 초계함
남포급 코르벳은 조선인민군 해군이 보유하고 있는 신형 코르벳함으로, 헬리콥터를 이착함시킬 수 있다.
상세 기능과 무기는 거의 알려져 있지 않다.